# Hawthorn Memorial Trophy
Hawthorn Memorial Trophy är ett pris som instiftats till minne av den brittiske racerföraren Mike Hawthorn och som årligen sedan 1959 ges till den främste formel 1-föraren i det Brittiska samväldet. 

## Pristagare
| Säsong | Förare             |
| ------ | ------------------ |
| 2023   | Lewis Hamilton     |
| 2022   | George Russell     |
| 2021   | Lewis Hamilton     |
| 2020   | Lewis Hamilton     |
| 2019   | Lewis Hamilton     |
| 2018   | Lewis Hamilton     |
| 2017   | Lewis Hamilton     |
| 2016   | Lewis Hamilton     |
| 2015   | Lewis Hamilton     |
| 2014   | Lewis Hamilton     |
| 2013   | Mark Webber        |
| 2012   | Lewis Hamilton     |
| 2011   | Jenson Button      |
| 2010   | Mark Webber        |
| 2009   | Jenson Button      |
| 2008   | Lewis Hamilton     |
| 2007   | Lewis Hamilton     |
| 2006   | Jenson Button      |
| 2005   | Jenson Button      |
| 2004   | Jenson Button      |
| 2003   | David Coulthard    |
| 2002   | David Coulthard    |
| 2001   | David Coulthard    |
| 2000   | David Coulthard    |
| 1999   | Eddie Irvine       |
| 1998   | David Coulthard    |
| 1997   | Jacques Villeneuve |
| 1996   | Damon Hill         |
| 1995   | Damon Hill         |
| 1994   | Damon Hill         |
| 1993   | Damon Hill         |
| 1992   | Nigel Mansell      |
| 1991   | Nigel Mansell      |
| 1990   | Nigel Mansell      |
| 1989   | Nigel Mansell      |
| 1988   | Derek Warwick      |
| 1987   | Nigel Mansell      |
| 1986   | Nigel Mansell      |
| 1985   | Nigel Mansell      |
| 1984   | Derek Warwick      |
| 1983   | John Watson        |
| 1982   | John Watson        |
| 1981   | Alan Jones         |
| 1980   | Alan Jones         |
| 1979   | Alan Jones         |
| 1978   | John Watson        |
| 1977   | James Hunt         |
| 1976   | James Hunt         |
| 1975   | James Hunt         |
| 1974   | Denny Hulme        |
| 1973   | Jackie Stewart     |
| 1972   | Jackie Stewart     |
| 1971   | Jackie Stewart     |
| 1970   | Denny Hulme        |
| 1969   | Jackie Stewart     |
| 1968   | Graham Hill        |
| 1967   | Denny Hulme        |
| 1966   | Jack Brabham       |
| 1965   | Jim Clark          |
| 1964   | John Surtees       |
| 1963   | Jim Clark          |
| 1962   | Graham Hill        |
| 1961   | Stirling Moss      |
| 1960   | Jack Brabham       |
| 1959   | Jack Brabham       |